# Andrée Joly
Andrée Joly (París, 16 de septiembre de 1901 - Boyne City, 30 de marzo de 1993) fue una patinadora artística sobre hielo francesa, ganadora de cuatro medallas de oro en el Campeonato Mundial de Patinaje Artístico sobre Hielo en la modalidad de parejas junto a Pierre Brunet, entre los años 1926 y 1932.
Brunet y Joly se casaron en 1929. En 1940, a causa de la Segunda Guerra Mundial, emigraron a Estados Unidos donde trabajaron de entrenadores. Algunos de sus estudiantes fueron Carol Heiss y Scott Hamilton.

## Referencias

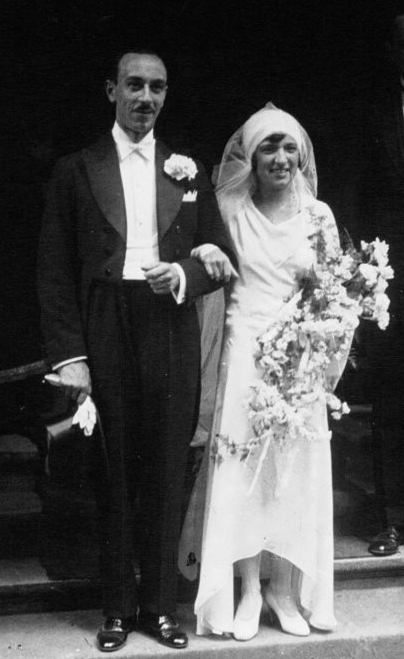
Andrée Joly en su boda con Pierre Brunet, 1929